# Objektive Selbstaufmerksamkeit
Die Objektive Selbstaufmerksamkeit (OSA) kennzeichnet in der Psychologie den Zustand des „Akteurs als Beobachter“. 

## Basis
Die objektive Selbstaufmerksamkeit basiert auf folgenden Annahmen:
- Die Aufmerksamkeit eines Individuums kann sich auf externe Ereignisse richten oder auf das Individuum selbst.

Spiegel, Kameras, das Vorspielen der eigenen Stimme oder ähnliche Umweltreize die auf eine Beobachtung schließen lassen, können einen Zustand der objektiven Selbstaufmerksamkeit auslösen.
- Im Zustand der objektiven Selbstaufmerksamkeit achtet das Individuum auf eigenes Verhalten und eigene Stimmungen und Standards. Bei einer Diskrepanz zwischen Verhalten und Standards entsteht ein Motiv für eine Diskrepanzreduktion mittels:
  - Verhaltensänderung
  - Defensivreaktion (Leugnen …)

- Aversive Reizbedingungen für objektive Selbstaufmerksamkeit werden gemieden.

## Untersuchung
In einem Experiment von Pryor et al. (1977) füllten Versuchspersonen eine Soziabilitätsskala aus, mit Items wie „Ich meine, dass ich gut mit Mitgliedern des anderen Geschlechts kommuniziere.“ oder „Ich schließe gerne Bekanntschaft mit anderen Leuten“. 
Dann wurden sie, zusammen mit einer eingeweihten Helferin des Versuchsleiters, in eine Wartesituation gebracht. Die Helferin bewertete die Versuchspersonen nach der gemeinsamen Wartezeit mit denselben Items, mit denen die Versuchspersonen sich selber beschrieben hatten.
Füllten die Versuchspersonen die Soziabilitätsskala in einem Raum mit einem Spiegel aus, ergab sich eine signifikant höhere Korrelation der beiden Bewertungen. Außerdem wurde die Selbstbewertung mit den gesprochenen Wörtern während der Wartezeit verglichen, auch hier erhöhte das Vorhandensein eines Spiegels die Korrelation von Selbstbewertung und Verhalten.